# Georges Bidault
Georges Bidault   (Moulins, 5 d'octubre de 1899 - Kanbo, 27 de gener de 1983) fou un polític francès, president del govern provisional el 1946.

## Biografia
Bidault va néixer a Moulins, Allier. Va estudiar a la Sorbonne, es va llicenciar en història als 18 anys, va ser cridat al 92è regiment d'infanteria el 1918. Nomenat caporal, encara estava en entrenament quan l'Armistici de Compiègne del novembre de 11 de novembre de 1918.
Per completar el seu servei militar, va ser assignat de 1919 a 1921 com a professor-soldat a l'Escola d'Infanteria Militar de Saint-Maixent. Va ser revocat el 1921, durant la primera ocupació del Ruhr ordenada per Aristide Briand. Va presidir la Conferència d'Olivaint l'any 1922. Tornat a la Sorbona, va obtenir un diploma d'estudis superiors amb una tesi sobre la gabella al segle xviii, amb el professor Camille Bloch. Va ser el primer en l'agregació d'història i geografia el 1925, per davant de Pierre Brossolette i Louis Joxe. Del 1925 al 1926 va ensenyar a l'institut de Valenciennes.
Milità a les joventuts catòliques i participa en les protestes contra el Pacte de Múnic del 1938. Quan França fou ocupada per les tropes alemanyes, fou breument arrestat. Un cop alliberat el 1941, es va unir immediatament a la Resistència, i amb Jean Moulin va dirigir la revista Combat. Ambdós fundaren el Consell Nacional de la Resistència, i quan Moulin fou capturat pels nazis, ell n'esdevingué president.
Quan les tropes aliades alliberaren París, ell formà part de la delegació de la Resistència francesa. Charles de Gaulle el nomenà ministre d'afers exteriors i fundà el partit dretà Mouvement Républicain Populaire. El 1946 continuà com a ministre d'afers exteriors en el govern de Félix Gouin, i succeí a aquest com a cap del govern provisional de 19 de juny a 29 de novembre del 1946, quan ho deixà en mans de Léon Blum. Bidault, entre altres persones, va ser empresonat pels espanyols en un camp de concentració de Miranda de Ebro.
Posteriorment fou novament ministre d'afers exteriors del 1947 fins al 1950, vicepresident del Consell del 1950 al 1952, ministre de defensa el 1951-1952 i ministre d'afers exteriors el 1953-1954 sota els governs de Robert Schuman, Paul Ramadier, René Pleven i Edgar Faure. El 1954 es retirà i fou nomenat breument cap de govern el 1958, tot i que no arribà a formar-lo. Va donar suport la pujada al poder de Charles de Gaulle, però s'oposà a la seva política a Algèria i organitzà l'Organisation de l'Armée Secrète (OAS). Per aquest motiu el 1962 fou acusat de conspirar contra l'estat i hagué d'exiliar-se al Brasil fins al 1967, quan tornà a Bèlgica, i el 1968 a França, després d'una amnistia.

## Condecoracions
Gran Creu de la Legió d'Honor
 Company de l'Alliberament